# Chuck Person
Chuck Connors Person (Brantley, 27 giugno 1964) è un ex cestista e allenatore di pallacanestro statunitense, professionista nella NBA.
È fratello di Wesley Person, anch'egli cestista.

## Carriera
È stato selezionato dagli Indiana Pacers al primo giro del Draft NBA 1986 (4ª scelta assoluta).
Con gli Stati Uniti ha disputato le Universiadi di Kōbe 1985.

## Statistiche

### College
| Anno      | Squadra       | PG  | PT | MP   | TC%  | 3P% | TL%  | RP  | AP  | PRP | SP  | PP   |
| --------- | ------------- | --- | -- | ---- | ---- | --- | ---- | --- | --- | --- | --- | ---- |
| 1982-1983 | Auburn Tigers | 28  | 20 | 22,7 | 54,1 | -   | 75,8 | 4,6 | 1,3 | 0,5 | 0,2 | 9,3  |
| 1983-1984 | Auburn Tigers | 31  | 31 | 34,8 | 54,3 | -   | 72,8 | 8,0 | 1,2 | 1,2 | 0,3 | 19,1 |
| 1984-1985 | Auburn Tigers | 34  | -  | 36,5 | 54,4 | -   | 73,8 | 8,9 | 2,0 | 1,2 | 0,5 | 22,0 |
| 1985-1986 | Auburn Tigers | 33  | 33 | 36,2 | 51,9 | -   | 80,4 | 7,9 | 0,9 | 0,9 | 0,4 | 21,5 |
| Carriera  | Carriera      | 126 | 84 | 32,9 | 53,6 | -   | 75,7 | 7,5 | 1,4 | 1,0 | 0,3 | 18,3 |

### NBA

#### Regular season
| Anno      | Squadra            | PG  | PT  | MP   | TC%  | 3P%  | TL%  | RP  | AP  | PRP | SP  | PP   |
| --------- | ------------------ | --- | --- | ---- | ---- | ---- | ---- | --- | --- | --- | --- | ---- |
| 1986-1987 | Indiana Pacers     | 82  | 78  | 36,0 | 46,8 | 35,5 | 74,7 | 8,3 | 3,6 | 1,1 | 0,2 | 18,8 |
| 1987-1988 | Indiana Pacers     | 79  | 71  | 35,5 | 45,9 | 33,3 | 67,0 | 6,8 | 3,9 | 0,9 | 0,1 | 17,0 |
| 1988-1989 | Indiana Pacers     | 80  | 79  | 37,7 | 48,9 | 30,7 | 79,2 | 6,5 | 3,6 | 1,0 | 0,2 | 21,6 |
| 1989-1990 | Indiana Pacers     | 77  | 73  | 35,2 | 48,7 | 37,2 | 78,1 | 5,8 | 3,0 | 0,7 | 0,3 | 19,7 |
| 1990-1991 | Indiana Pacers     | 80  | 79  | 32,1 | 50,4 | 34,0 | 72,1 | 5,2 | 3,0 | 0,7 | 0,2 | 18,4 |
| 1991-1992 | Indiana Pacers     | 81  | 81  | 36,1 | 48,0 | 37,3 | 67,5 | 5,3 | 4,7 | 0,8 | 0,2 | 18,5 |
| 1992-1993 | Minnesota T'wolves | 78  | 75  | 38,3 | 43,3 | 35,5 | 64,9 | 5,6 | 4,4 | 0,9 | 0,4 | 16,8 |
| 1993-1994 | Minnesota T'wolves | 77  | 37  | 26,4 | 42,2 | 36,8 | 75,9 | 3,3 | 2,4 | 0,6 | 0,2 | 11,6 |
| 1994-1995 | San Antonio Spurs  | 81  | 1   | 25,1 | 42,3 | 38,7 | 64,7 | 3,2 | 1,3 | 0,6 | 0,1 | 10,8 |
| 1995-1996 | San Antonio Spurs  | 80  | 16  | 26,6 | 43,7 | 41,0 | 64,4 | 5,2 | 1,3 | 0,6 | 0,3 | 10,9 |
| 1997-1998 | San Antonio Spurs  | 61  | 11  | 23,9 | 35,9 | 34,4 | 75,7 | 3,3 | 1,4 | 0,5 | 0,2 | 6,7  |
| 1998-1999 | Charlotte Hornets  | 50  | 21  | 19,8 | 38,8 | 35,0 | 75,0 | 2,6 | 1,2 | 0,4 | 0,2 | 6,1  |
| 1999-2000 | Seattle S.Sonics   | 37  | 0   | 9,2  | 30,1 | 25,3 | 50,0 | 1,4 | 0,6 | 0,1 | 0,1 | 2,8  |
| Carriera  | Carriera           | 943 | 622 | 30,7 | 45,8 | 36,2 | 72,3 | 5,1 | 2,8 | 0,7 | 0,2 | 14,7 |

#### Play-off
| Anno     | Squadra           | PG | PT | MP   | TC%  | 3P%  | TL%  | RP  | AP  | PRP | SP  | PP   |
| -------- | ----------------- | -- | -- | ---- | ---- | ---- | ---- | --- | --- | --- | --- | ---- |
| 1987     | Indiana Pacers    | 4  | 4  | 39,8 | 51,4 | 25,0 | 76,9 | 8,3 | 5,0 | 1,3 | 0,5 | 27,0 |
| 1990     | Indiana Pacers    | 3  | 3  | 41,0 | 37,8 | 10,0 | 41,7 | 6,7 | 4,0 | 0,3 | 0,0 | 13,3 |
| 1991     | Indiana Pacers    | 5  | 5  | 38,4 | 53,3 | 54,8 | 81,0 | 5,6 | 3,2 | 1,0 | 0,0 | 26,0 |
| 1992     | Indiana Pacers    | 3  | 3  | 39,3 | 40,4 | 33,3 | 66,7 | 3,0 | 2,3 | 0,7 | 0,0 | 17,0 |
| 1995     | San Antonio Spurs | 15 | 0  | 17,2 | 35,1 | 28,9 | 72,7 | 1,8 | 0,5 | 0,3 | 0,5 | 5,0  |
| 1996     | San Antonio Spurs | 10 | 0  | 28,4 | 53,2 | 53,2 | 82,4 | 4,0 | 1,6 | 0,2 | 0,3 | 12,1 |
| 1998     | San Antonio Spurs | 9  | 0  | 21,8 | 34,0 | 35,0 | 100  | 3,0 | 0,8 | 0,4 | 0,0 | 5,8  |
| 2000     | Seattle S.Sonics  | 2  | 0  | 1,0  | 0,0  | 0,0  | -    | 0,0 | 0,0 | 0,0 | 0,0 | 0,0  |
| Carriera | Carriera          | 51 | 15 | 26,1 | 44,8 | 39,1 | 73,7 | 3,6 | 1,7 | 0,5 | 0,2 | 11,3 |

## Palmarès

### Giocatore
- NBA Rookie of the Year (1987)
- NBA All-Rookie First Team (1987)
- Campionato NBA: 1

San Antonio Spurs: 1999